# 櫻乃美佳
櫻乃美佳（日语：桜乃みか，3月27日—），日本漫畫家。
東京都出身。2017年開始連載由知名手游《奇蹟暖暖》改編的同名漫畫。

## 作品
櫻乃美佳目前有正式授權中文譯本的作品：
- 戀言心 ~ 無聲的情話 ~
- 半熟公主
- 初♡體驗
- 底迪和吻痕
- 她給的傷痕
- 閃亮亮戀愛選單
- 獅子與新娘
- 不可告人的祕密關係
- 做我的奴隸吧!
- 神繪師日誌